# Apatura parisatis
Apatura parisatis is een vlinder uit de familie Nymphalidae. De wetenschappelijke naam werd gepubliceerd in 1850 door John Obadiah Westwood.